# Merletto a filet

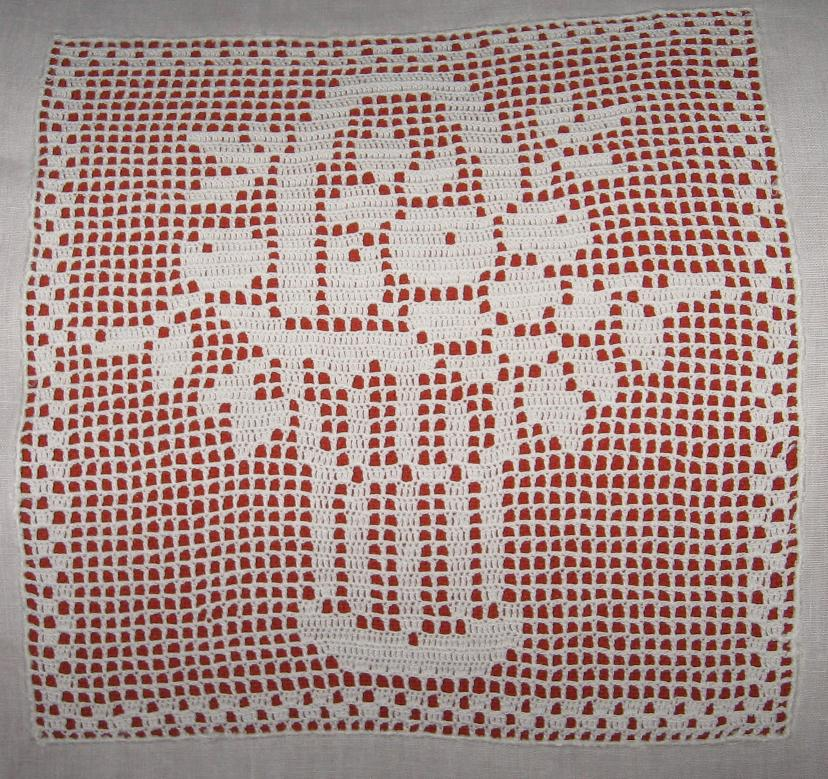
Merletto filet all'uncinetto

Il merletto a filet è un tipo di merletto o pizzo dalla caratteristica quadrettatura, che si presenta come una rete sulla quale risaltano motivi geometrici ricamati a punto rammendo o punto tela.

## Origine

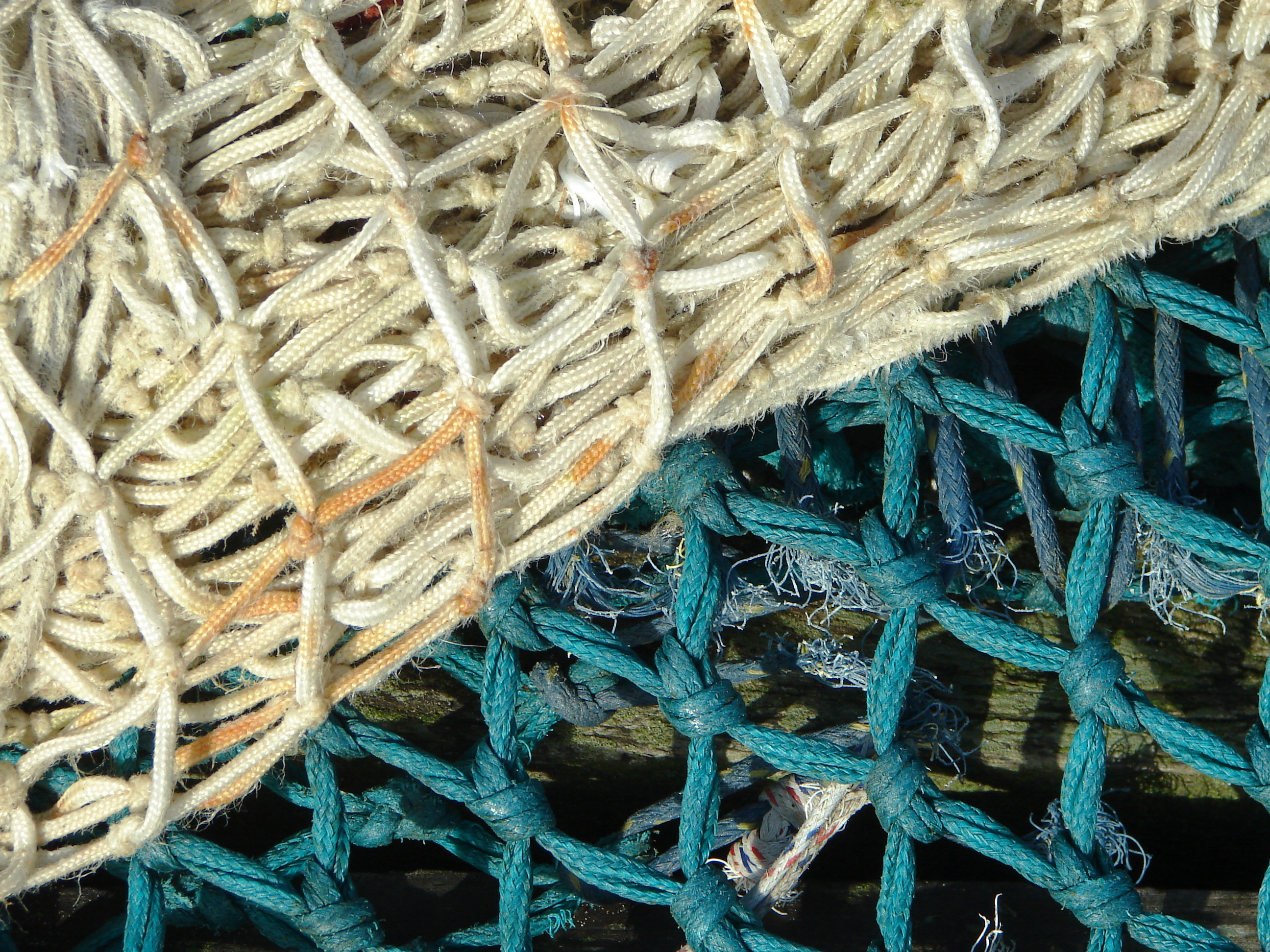
Reti da pesca a filet

La rete filet era originariamente opera maschile e veniva realizzata a fili liberi annodati attraverso l'impiego di un lungo ago di legno a doppia cruna aperta, chiamato mòdano. In questo modo i pescatori confezionavano e rammendavano quotidianamente le reti per la pesca.

## Tecnica

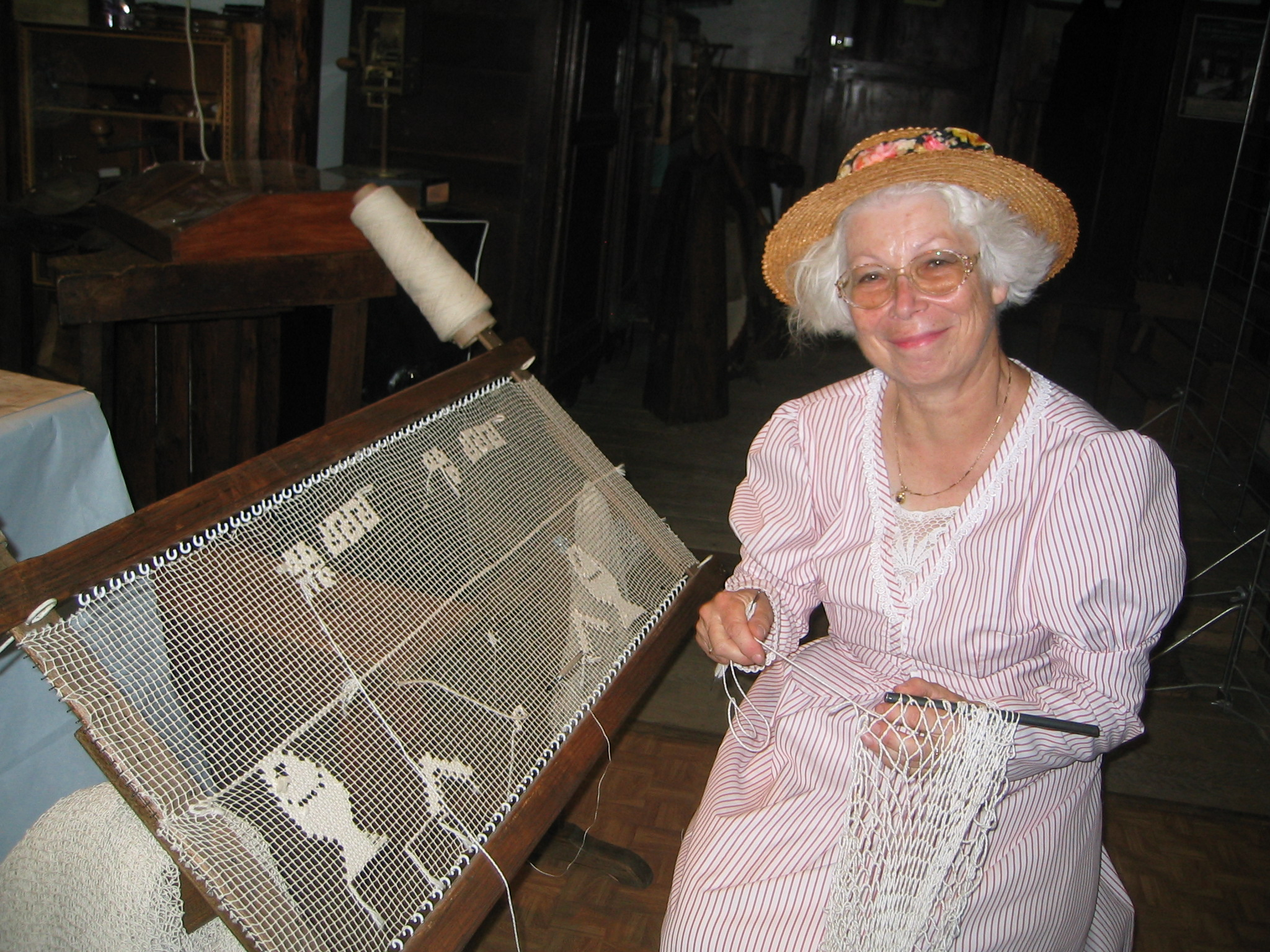
Filet costruito a modano

Solo successivamente questo tipo di rete è stato usato anche per la realizzazione di capi d'arredamento e utilizzata come base su cui ricamare motivi ornamentali di vario genere. Naturalmente la qualità dei fili, del modano e le loro dimensioni sono cambiati in ragione della destinazione della rete. 
La lavorazione comincia dal vertice di un primo riquadro e si allarga via via obliquamente, annodando il filo in modo regolare per ottenere i successivi riquadri, fino ad ottenere la dimensione desiderata. 
Tra i punti di riempimento più diffusi sono il punto tela, il punto rammendo e il punto spirito.
Oggi la rete realizzata a mòdano è molto rara, e per lo più sostituita nelle lavorazioni da una rete lavorata ad uncinetto che può dare un effetto simile, soprattutto se si utilizzano filati sottili.
Il merletto a filet è diventato dunque un merletto all'uncinetto, molto più semplice e veloce da realizzare rispetto alla tecnica antica.

## Filet all'uncinetto
La lavorazione della rete all'uncinetto comincia da una base formata da una catenella semplice. Su questa base si lavorano i riquadri formati da sequenze di punto alto e catenelle a distanza regolare (ogni terza maglia di base). A differenza di quanto avviene per la lavorazione a modano, il riempimento non viene ricamato successivamente, ma contestualmente alla rete. Nella lavorazione, perciò, bisogna seguire dal principio uno schema che indichi quali riquadri saranno da lavorare a rete, e quali invece saranno da lavorare pieni. Lo schema del filet all'uncinetto è simile a quello del punto croce.

## Musei
Esiste un museo dedicato al filet dentro villa La Magia a Quarrata (provincia di Pistoia), essendo una lavorazione tradizionale di quella zona.

## Galleria d'immagini

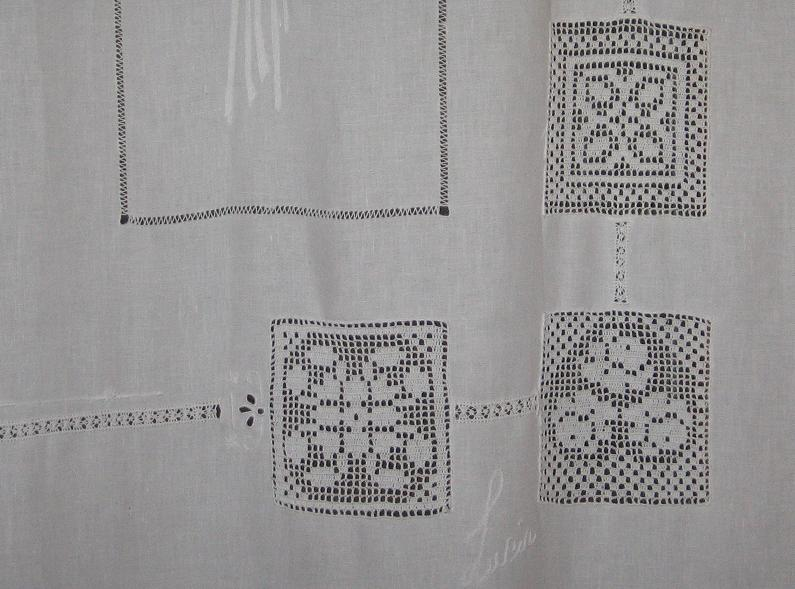
inserti di filet su lino ricamato
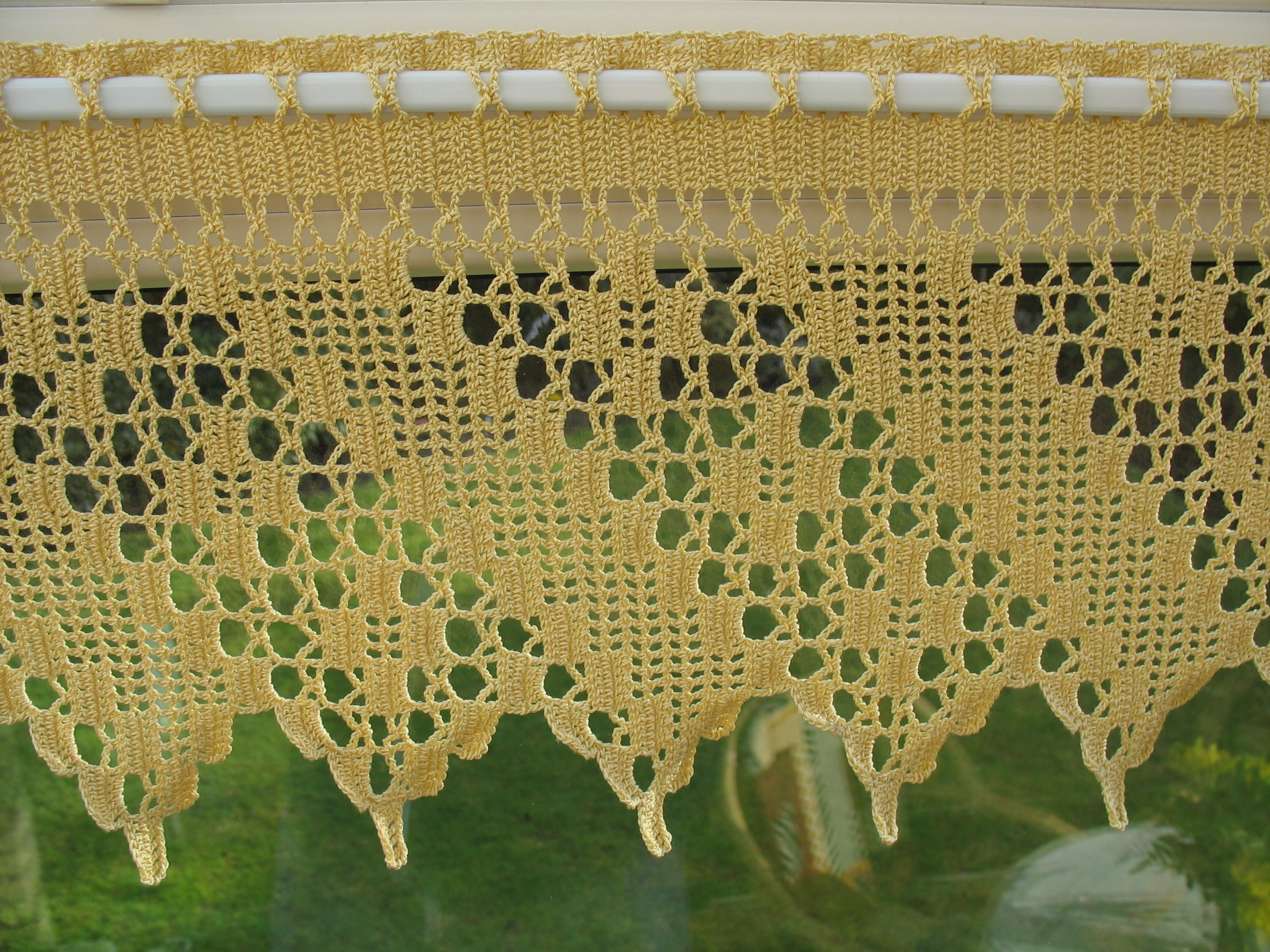
Merletto filet realizzato all'uncinetto
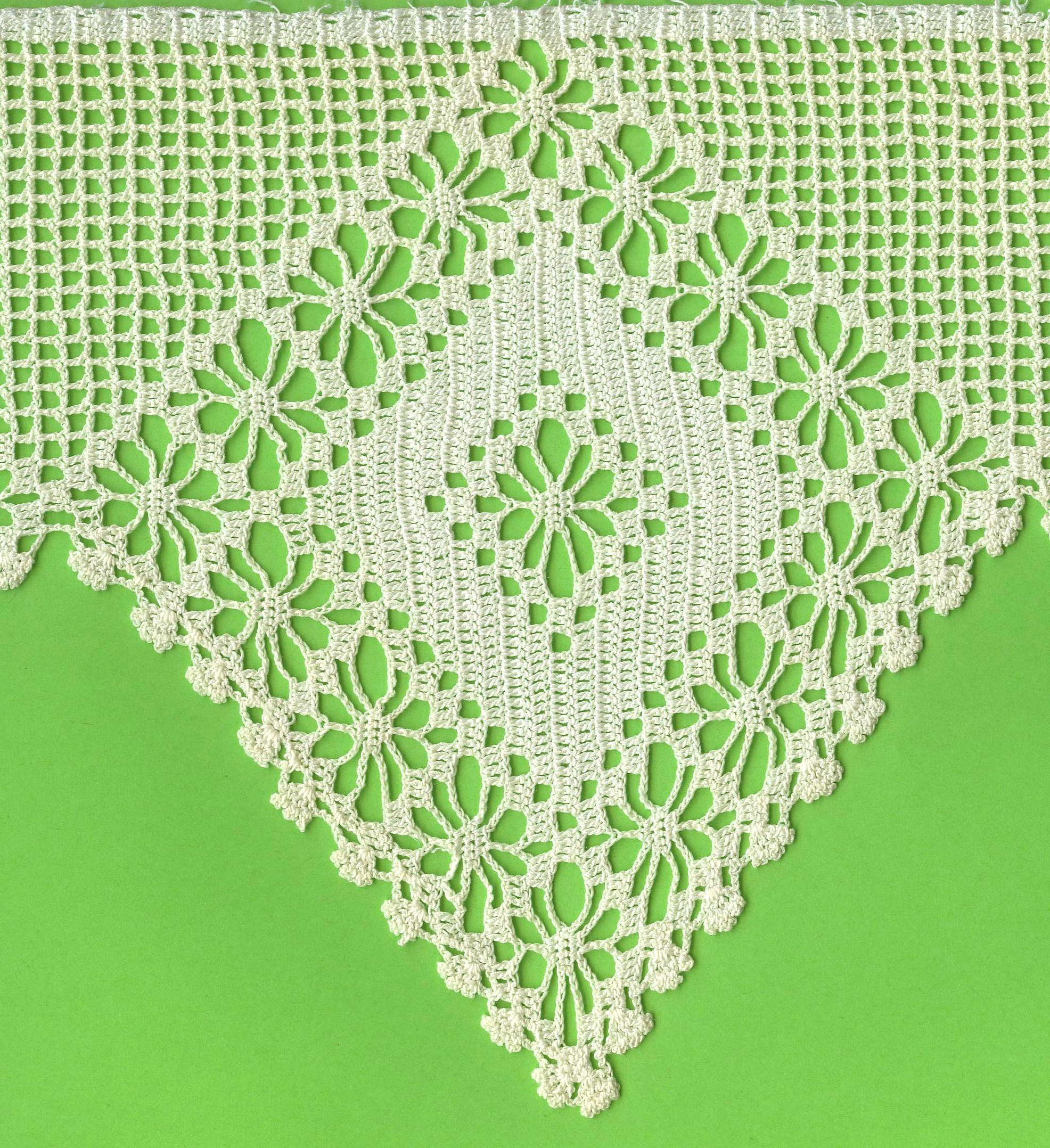
Merletto filet e punto dalia
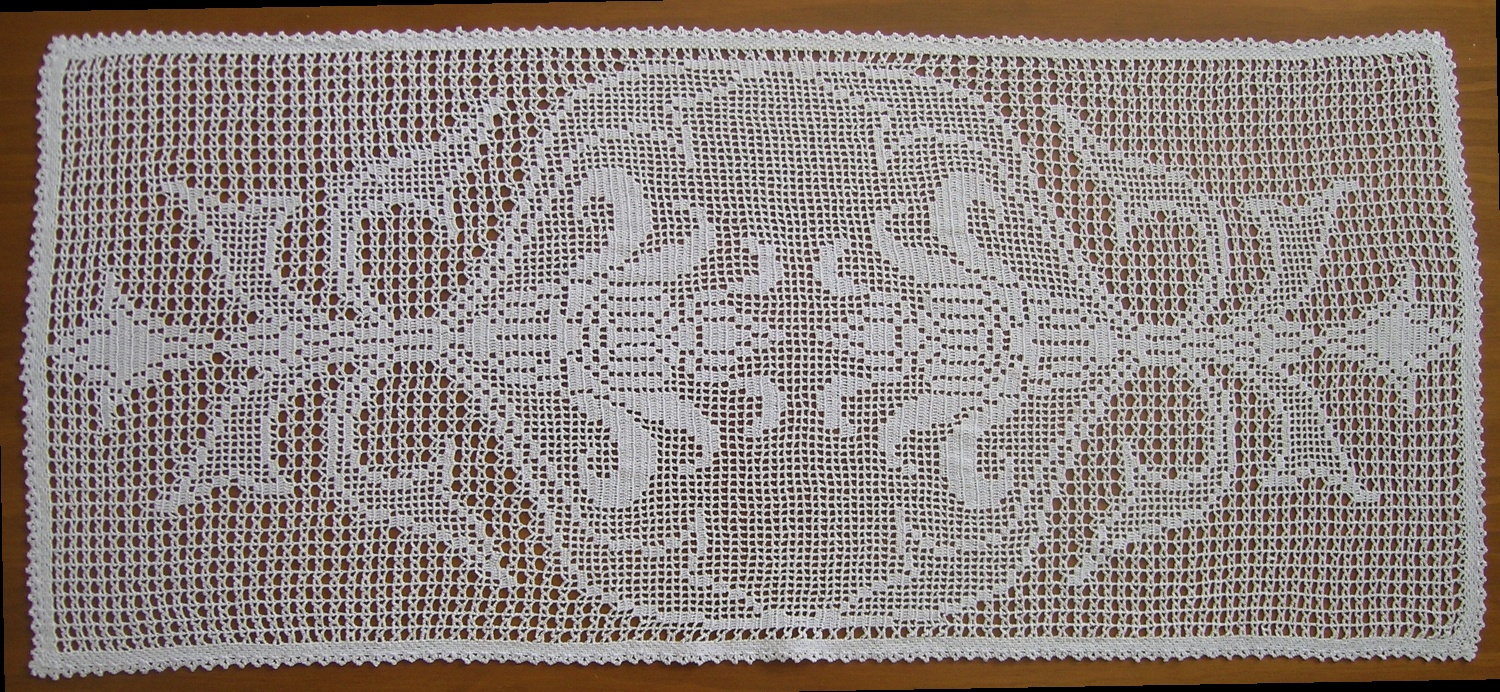
Corsia all'uncinetto con parte centrale imitazione filet